# Glaucina albidaria
Glaucina albidaria är en fjärilsart som beskrevs av Samuel E. Cassino och Louis W. Swett 1922. Glaucina albidaria ingår i släktet Glaucina och familjen mätare. Inga underarter finns listade i Catalogue of Life.